# Отравленное небо
«Отравленное небо» — пятая серия четвёртого сезона сериала «Доктор Кто». Премьера серии состоялась 3 мая 2008 года на канале BBC One.

## Сюжет
Люк Раттиган, юный гений, изобретает систему снижения выхлопа в автомобилях («АТМОС»). Сонтаранцы собираются превратить Землю в планету для клонирования, и «АТМОС» играет в их планах существенную роль.